# Lundska stolnica
Lundska stolnica (švedsko Lunds domkyrka) je stolnica švedske luteranske cerkve v Lundu v Skaniji na Švedskem. Je sedež lundskega škofa in glavna cerkev švedske škofije. Zgrajena je bila kot katoliška stolnica nadškofije vseh nordijskih držav, posvečena svetemu Lovrencu. Je ena najstarejših kamnitih stavb, ki so še vedno v uporabi na Švedskem.
Lundska stolnica je bila imenovana »najmočnejši predstavnik romanske arhitekture v nordijskih državah«. V času gradnje sta Lund in stolnica pripadala Danski. Glavni oltar je bil posvečen leta 1145 in stolnica je bila takrat večinoma dokončana; zahodna stolpa sta bila zgrajena nekoliko kasneje. Njena arhitektura kaže jasne vplive sodobne severnoitalijanske arhitekture, ki so se prenesli prek doline Rena. Najzgodnejši arhitekt se je imenoval Donat, čeprav je njegovo natančno vlogo pri gradnji stolnice težko določiti. Nova stolnica je bila bogato okrašena s kamnito skulpturo, vključno z dvema nenavadnima kipoma v kripti, ki se tradicionalno imenujeta Veliki Finec in njegova žena, o čemer se je razvila lokalna legenda. Stolnica je bila leta 1234 v požaru močno poškodovana, večja obnovitvena dela pa so bila izvedena v začetku 16. stoletja pod vodstvom Adama van Dürena. Po reformaciji je stolnica trpela zaradi izgube dohodka in propadanja. Leta 1658 sta mesto Lund in stolnica po Roskildski pogodbi postala del Švedske. Stolnica v Lundu je bila prizorišče slovesnosti ob priznanju ustanovitve Univerze v Lundu leta 1668. Popravila so bila opravljena v 18. stoletju, leta 1832 pa je bila priporočena popolna obnova stolnice. Nato je bil velik del stolnice obnovljen večji del 19. stoletja. Dela je najprej vodil Carl Georg Brunius, kasneje pa arhitekt Helgo Zettervall, v celoti pa so bila končana šele leta 1893. Spremembe, ki so bile izvedene v 19. stoletju, so bile obsežne; med drugim je Zettervall dal porušiti celoten zahodni del, vključno s stolpoma, in ga obnoviti po lastnih načrtih.
Srednjeveška stolnica vsebuje več zgodovinskega pohištva in umetniških del. Njen glavni oltar je bil leta 1398 podarjen stolnici, v njem pa so tudi gotske korne klopi, bronasti kipi in astronomska ura iz 15. stoletja (leta 1923 je bila temeljito obnovljena). Ob gradnji je bila stolnica v Lundu bogato okrašena z romanskimi kamnitimi skulpturami. Vsebuje tudi poznosrednjeveške kamnite skulpture iz časa prenove Adama van Dürena. Po reformaciji je bila stolnica opremljena tudi z okrašeno prižnico. Novejšega datuma je velik mozaik v apsidi, ki ga je ustvaril Joakim Skovgaard in je bil nameščen leta 1927. Stolnica v Lundu ima šest cerkvenih orgel, od katerih so ene največje na Švedskem, in se uporabljajo tudi kot koncertno prizorišče.

## Zgodovinsko ozadje
Krščanski misijonarji iz današnje Nemčije in Anglije so bili aktivni pri pokristjanjevanju Danske in so se potegovali za vpliv nad kraljestvom. Danska je sčasoma postala del nadškofije Hamburg-Bremen. Lund je bil takrat del Danske. Z utrditvijo danske monarhije v drugi polovici 11. stoletja in s politično krizo v celinski Evropi se je danskim monarhom pojavila priložnost, da se izognejo nemškemu vplivu na cerkveno politiko na Danskem. Leta 1060 je bil v Lundu ustanovljen škofijski sedež. Hkrati je bil ustanovljen še en sedež v Dalbyju, blizu Lunda, kjer je bila cerkev Dalby zgrajena poleg tega, kar je bilo verjetno kraljeva palača. Ko pa je umrl prvi škof Lunda (Henrik Lundski), je bil v Lundu nameščen nekdanji škof Dalbyja, Egino, Dalby pa je bil opuščen kot sedež škofa. Hkrati je bil Lund leta 1103 razglašen za nadškofijski sedež, ki je nadzoroval vse nordijske države.
Stolnica ni bila prva cerkev, zgrajena v Lundu; najstarejše cerkve (ki so danes izginile) so bile v mestu zgrajene konec 10. stoletja. Na mestu lundske stolnice je verjetno konec 10. in v začetku 11. stoletja obstajala nekakšna rudimentarna naselbina, vendar tam niso našli nobenih ostankov stavb. V srednjem veku je stolnico obdajalo več stavb, ki so služile škofiji, od katerih se je ohranila le Liberiet, ki je nekoč služila kot knjižnica.

## Zgodovina

### Ustanovitev in gradnja
Najzgodnejša pisna omemba cerkve v Lundu, posvečene svetemu Lovrencu – zavetniku lundske stolnice v srednjem veku – sega v leto 1085. Nekoliko kasnejši viri omenjajo tako novo kot staro cerkev, posvečeno svetemu Lovrencu. V 1940-ih so arheološka izkopavanja v stolnici odkrila temelje druge cerkve znotraj sedanje stavbe. Natančna starost, oblika in funkcija te predhodnice stolnice so predmet nekaj razprav. Večina znanstvenikov meni, da se je gradnja cerkve na mestu lundske stolnice začela nekje v drugi polovici 11. stoletja. Nekaj časa zatem se je na skoraj istem mestu začela graditi nova cerkev, vendar večje zasnove v obliki sedanje stolnice. Deli prejšnje cerkve so morda bili vključeni v zidove stolnice. Odločitev, da se Dalby opusti kot škofija in Lund postane edina nadškofija v Skandinaviji, je morda spodbudila spremembo načrtov.
Poleg nejasnosti, ki tako obdaja sam začetek zgodovine stolnice, je gradnja stolnice v Lundu verjetno med najbolje dokumentiranimi romanskimi cerkvami. V knjižnici Univerze v Lundu sta še vedno ohranjeni dve sodobni poročili o gradnji stolnice v obliki iluminiranih rokopisov Necrologium Lundense in Liber daticus vetustior. Obe knjigi vsebujeta zapiske, napisane v latinščini, z datumi napredovanja gradnje. Najstarejši del stolnice je velika kripta. Njen glavni oltar je bil posvečen 30. junija 1123, sledila sta severni (1126) in južni (1131) stranski oltar kripte. Šele takrat se je stolnica začela uporabljati. Zdi se, da je bila ena glavnih funkcij kripte prostor, kjer so se izvajali krsti. Glavni oltar stolnice je bil 1. septembra 1145 posvečen sveti Mariji in svetemu Lovrencu s strani drugega lundskega nadškofa Eskila na slovesnosti, ki so se je udeležili škofje iz današnje Nemčije, Danske in Švedske. Do takrat je bila gradnja stolnice bolj ali manj končana do sedanjih dimenzij.
Nenavadno za tisti čas je arhitekt stolnice znan po imenu Donat. Ime se pojavlja tako v Necrologium Lundense (kot Donatus architectus) kot v Liber daticus vetustior. Donat je bil morda odgovoren za postavitev kripte in stolnice nad tlemi vse do sedanjega severnega in južnega portala stolnice, čeprav je težko dokončno sklepati o njegovi natančni vlogi. Enako velja za njegovega naslednika, morda graditelja po imenu Ragnar. Stavba, zgrajena v času Donata in njegovega naslednika, kaže jasne vplive romanske arhitekture v Lombardiji, ki so se prenašali prek doline Rena. Zdi se, da je bil sam Donat iz Lombardije ali se je vsaj izobraževal v Lombardiji. Speyerska stolnica v zahodni Nemčiji je slogovno tesno povezana s stolnico v Lundu (zlasti kripta) in domneva se, da je Donat prišel v Lund iz Speyerja, kjer se je gradnja bolj ali manj ustavila leta 1106 po smrti cesarja Henrika IV. Pogosto so bile omenjene tudi podobnosti med stolnico v Lundu in stolnico v Mainzu, zasnova apside pa je podobna zasnovi apside bazilike svetega Servatija v Maastrichtu. Na bolj splošni ravni lahko izvor sloga stolnice v Lundu najdemo v baziliki Sant'Ambrogio (Milano), stolnici v Modeni in več cerkvah v Pavii, vse v severni Italiji. Podobne slogovne vplive je mogoče videti v drugih stolnicah na Danskem iz istega časa, na primer v stolnici v Ribeju.
Gradnja stolnice v Lundu je morala vključevati veliko število ljudi in je bila kolektivni podvig. Primerljive, a nekoliko kasnejše delavnice v kölnski in uppsalski stolnici so zaposlovale približno 100 oziroma 60 ljudi. Projekt je bil ključen za ustanovitev delavnice, kjer so se lahko izobraževali lokalni obrtniki, in s tem širil umetniške vplive iz celinske Evrope v Skandinavijo. Kamnoseški kiparji Carl stenmästare, Mårten stenmästare in Majestatis so bili verjetno vsi Skandinavci, ki so se izobraževali na gradbišču. Številne zgodnjeromanske kamnite cerkve na podeželju, zlasti v Skåniji, pa tudi v preostalem delu današnje Danske in Švedske, kažejo neposredne vplive stolnice v Lundu, zlasti cerkev Vä (Skanija). Drugi primeri so npr. cerkev Valby (Zelandija), stara cerkev Lannaskede (Småland), cerkev Hogstad (Östergötland) in cerkev Havdhem (Gotland).

### Požar in popravila
Tloris in postavitev stavbe, posvečene leta 1145, sta bila podobna tisti, ki jo vidimo danes. Opazna razlika je bila v tem, da je bil celoten kor ločen od ladje z zidom in rezerviran za duhovščino. Tudi stolpa sta bila zgrajena šele nekaj desetletij pozneje. Namen je bil verjetno zagotoviti stolnici oboke, vendar je bil namesto tega nameščen raven lesen strop. Stolnica je bila okrašena s stenskimi poslikavami in skoraj zagotovo z vitraži, vendar noben od teh ni ohranjen. Leta 1234 je bila katedrala močno poškodovana v velikem požaru. V naslednjih letih so cerkvi namenili velike donacije, da bi omogočili popravila. Kljub temu je bila potreba po popravilih neprekinjena skozi celotno 13. stoletje. Po požaru je bil zgoreli strop nadomeščen z opečnimi oboki. Spremenjena je bila tudi postavitev najzahodnejšega dela stavbe. Leta 1257 je izbruhnil konflikt med danskim kraljem Krištofom I. in nadškofom Jakobom Erlandsenom, deloma zaradi povečanja kora in premestitve sedežev kraljeve družine, kar je samo po sebi priča o naraščajoči moči Cerkve. V 14. in 15. stoletju sta bili  dodani dve kapeli; ena je bila ob dveh najzahodnejših poljih južne stranske ladje, druga pa kot zahodni podaljšek južnega transepta. V 13. in 14. stoletju so stavbi po delih dodajali tudi opornike, da bi stabilizirali stavbo, ki je bila obremenjena zaradi novih, težjih obokov, dodanih kapel in nenehnega zvonjenja 8,5-tonskega cerkvenega zvona.

### Spremembe Adama van Dürena in kasneje
Nemški kipar in graditelj Adam van Düren je očitno med letoma 1506 ali 1507 in 1524 občasno delal na obnovi in predelavi stolnice. Kljub in do neke mere zaradi del, ki so bila opravljena v preteklih stoletjih od velikega požara leta 1234, je stolnica potrebovala temeljito obnovo. Adam van Düren in njegova delavnica sta naredila več sprememb in prispevkov. V kripti je bil nameščen nov drenažni sistem, v okviru teh del pa je bil vodnjak, ki je verjetno nadomestil prejšnji vodnjak na istem mestu, okrašen s satiričnimi alegorijami. Delavnica van Dürena je ustvarila tudi dve novi okni v koru, zgradila velik opornik za podporo južnega transepta (pred letom 1513) in obnovila zatrep severnega transepta (1524) ter njegove oboke. Nova in precej večja okna s koničastimi loki so bila nameščena tako v severni steni severnega transepta kot v južni steni južnega transepta. Stolpa in zahodna fasada so bili prav tako popravljeni v letih 1512–18 in ponovno leta 1527. Trdi se, da bi se stolnica morda zrušila, če ne bi bilo dela, ki ga je opravil van Düren.
Po reformaciji v 16. stoletju je škofija izgubila velik del svojih prihodkov. Stavba je bila še vedno izpostavljena velikim obremenitvam, predvsem zaradi uporabe velikega cerkvenega zvona, in je trpela med ponavljajočimi se vojnami med Dansko in Švedsko; leta 1658 je Lund trajno postal del Švedske. Kljub van Dürenovim popravilom je bila cerkev leta 1682 opisana kot »zelo dotrajana«. V 18. stoletju so bile kapele cerkve uporabljene za pogrebe, pa tudi kot improvizirana mrtvašnica, kjer so trupla občasno puščali več let. Izvedeni so bili poskusi popravil; med drugim je bila celotna apsida razstavljena in nato ponovno postavljena. Številna popravila pa so bila bodisi začasna bodisi popolnoma škodljiva za stanje stavbe. Švedski kralj Gustav III. švedski je leta 1785 obiskal kripto in izrazil svoje nezadovoljstvo nad njenim stanjem. Leta 1812 so bile omenjene kapele iz 14. in 15. stoletja porušene.

### Spremembe Carla Georga Bruniusa in Helga Zettervalla
Ko je kongregacija v začetku 19. stoletja želela zgraditi nove cerkvene orgle, je bil leta 1832 povabljen arhitekt Axel Nyström, da si ogleda strukturo. Nyström je priporočil popolno prenovo stolnice. Predsednik sveta, odgovornega za upravljanje stavb, Carl Georg Brunius, je bil poklican, da izvede Nyströmove načrte, in to je storil, hkrati pa je uvedel spremembe v skladu s svojim prepričanjem. Napisal je tudi prvo sistematično umetnostno zgodovino stolnice. Brunius je dal prestaviti orgle, popraviti kripto, namestiti stopnice, ki povezujejo kor z ladjo, in izboljšati drenažni sistem. Odstranil je tudi sodobno opremo, obnovil nekatere opornike in zamenjal kamen velikega dela fasade. Brunius se je zaradi starosti leta 1859 upokojil, a ker je bila še vedno velika potreba po popravilih, je bil leta 1860 za izvedbo preostalega dela imenovan mladi arhitekt Helgo Zettervall. Skoraj takoj je prišlo do konflikta med Bruniusom in Zettervallom, vendar je Zettervall nadaljeval z delom na obnovi stolnice do leta 1893 in mu je na koncu uspelo uresničiti večino svojih idej za stolnico. Kompromis leta 1862 je predlagal, da bi glavno odgovornost prevzel danski arhitekt Ferdinand Meldahl, Zettervall pa bi mu le pomagal. Vendar je kmalu postalo očitno, da Zettervall ne bi sprejel podrejene vloge, Meldahl sam pa ni pokazal veliko zanimanja za projekt. Leta 1862 je Zettervall veliko potoval po Nemčiji in Italiji, da bi preučeval slogovno sorodno arhitekturo in si ogledal najnovejše primere obnove stavb, da bi lahko te izkušnje uporabil pri svojem delu v Lundu. Leta 1863 je predstavil prvi predlog za popolno obnovo stolnice. Zettervall je to sam menil za »razumno srednjo pot med popravilom in rekonstrukcijo«. Predlog bi pomenil odstranitev vseh opornikov, novo streho, popolnoma obnovljene stolpe in odstranitev velikih gotskih oken v transeptih. Zettervall je predlagal tudi dodajanje osmerokotne kupole nad križiščem. Daljnosežne spremembe bi vplivale tudi na notranjost. V predlogu si je Zettervall prizadeval zmanjšati in izboljšati stavbne volumne stolnice ter ustvariti enotno kompozicijo blokovskih elementov.
Zettervallov predlog je bil kritiziran, med drugim tudi s strani Meldahla. Zettervall je predlog predelal in leta 1864 predstavil revidiran, manj daljnosežen predlog, predvsem brez osrednje kupole. Tudi ta predlog je bil zavrnjen in načrt za popolno prenovo opuščen; hkrati pa je bilo odločeno, da bo Zettervall nadaljeval z delom na popravilu stolnice in vsako leto izvedel spremembe, ki se bodo zdele potrebne. Na ta način je Zettervall lahko v naslednjih desetletjih postopoma obnovil stolnico, večinoma v skladu s svojim načrtom iz leta 1864.
Med letoma 1832 in 1893 je bila stolnica zaradi dela Bruniusa in Zettervalla korenito preoblikovana. Vsa okna so bila zamenjana, več obokov in stebrov je bilo popravljenih ali obnovljenih, oba arhitekta pa sta izvedla obsežne spremembe transepta. Tako kot je predlagal, je Zettervall dal odstraniti vse opornike in porušil celoten zahodni del cerkve, vključno s stolpi, ter jih obnovil po svojih neoromanskih načrtih.
V 20. stoletju so bila v stolnici in okolici izvedena arheološka izkopavanja. Stavba je bila v letih 1954–1963 deležna tudi večje obnove, ki jo je vodil arhitekt Eiler Græbe. V tem času je bila odstranjena dekorativna poslikava iz 19. stoletja. Veliki mozaik, ki krasi apsido, je bil postavljen leta 1927, zasnoval pa ga je Joakim Skovgaard. Leta 1990 je bila postavitev kora spremenjena in oltar postavljen v križišče. Papež Frančišek je 31. oktobra 2016 obiskal stolnico, da bi obeležil 499. obletnico začetka reformacije.

## Arhitektura in dekoracija
Stolnicaa v Lundu je bila poimenovana kot »najmočnejši predstavnik romanske arhitekture v nordijskih državah«. Leži nekoliko oddaljeno od vseh drugih stavb in dominira nad okolico. Sestavljena je iz dveh stolpov, ki jih je zgradil Zettervall, ki obdajata glavni vhod na zahodu. Za njima se glavna ladja z dvema stranskima odpira v transept, ki je nekoliko višji od ladje. Kratko stopnišče tako povezuje ladjo s korom in s kripto pod korom. Kor se konča z apsido. V notranjosti so stropi podprti s križnimi oboki. Število obokov v stranskih ladjah je dvakrat večje kot v glavni. Loki, ki ločujejo ladjo od stranskih hodnikov, so podprti s stebri izmenične širine. Kripta ima več kot štirideset plitvih križnih obokov, ki jih podpirajo stebri z blazinastimi kapiteli. Redko je osvetljena z nizkimi majhnimi okni in je od leta 1123 ostala večinoma nespremenjena.
Gledano od zunaj so različni elementi stavbe jasno razločljivi kot neodvisni volumni, »kot da bi jih bilo mogoče razstaviti in ponovno sestaviti«. Apsida je »močno členjen« polkrog. V primerjavi s predhodnicami v Mainzu je njena kompozicija nekoliko bolj dovršena s tremi ločenimi nadstropji, vsako razdeljeno na polja, spodnje z lizenami, srednje pa s stebri z okrašenimi kapiteli. Zgornji del je galerija plitvih banjastih obokov, ki jih nosi 21 manjših stebrov, ki se odpirajo proti zunanjosti. Apsida je najbolje ohranjen del romanske stavbe in je bila opisana kot »umetniški vrhunec zunanjosti«. Južni portal ladje je morda najstarejši v stolnici. Pet okrašenih arhivolt, ki jih podpirajo majhni stebri z različno okrašenimi kapiteli, uokvirja timpanon, ki prikazuje Božje jagnje. Severni portal je nekoliko kasnejši in bogateje okrašen. Njegov timpanon prikazuje Samsona, ki se bori z levom. Dvoje bronastih vrat, ki jih je izdelal Carl Johan Dyfverman [sv], služi kot glavni vhod v središču zahodne fasade. Imajo 24 reliefov s temami iz Svetega pisma, zlasti iz Stare zaveze. Nad vrati timpanon prikazuje Kristusa, Knuta IV. Danskega in svetega Lovrenca. Stolnica ima dve zakristiji. Gradbeni material je večinoma peščenjak, pridobljen na območju okoli Höörja. Glavne stene so zgrajene kot lupine iz peščenjaka, napolnjene s poljskim kamnom, pomešanim z apneno malto. Debelina sten je približno 2 do 3 metre.
- Pregled
- Tloris ok. 1200
- Zračni pogled z jugovzhoda
- Pogled od vhoda proti vzhodu
- Pogled od oltarja proti zahodu
- Pogled proti koru in apsidi

### Oltarni nastavek
Srednjeveški glavni oltarni nastavek je leta 1398 podaril Ide Pedersdatter Falk. Oltarni nastavek je eden izmed skupine slogovno podobnih oltarnih nastavkov, izdelanih v nekem severnonemškem mestu, verjetno pri mojstru Bertramu ali v njegovi delavnici. Njegova osrednja plošča prikazuje kronanje Device Marije, obdano z dvema vrstama 40 svetnikov, od katerih je 26 originalnih. Dvanajst figur je bilo vzetih iz drugih srednjeveških oltarnih nastavkov, dve od dodanih figur pa sta iz 17. stoletja. Oltarni nastavek je širok 7,6 metra, vendar mu manjka originalni par kril.

### Astronomska ura
Astronomska ura v Lundski stolnicii, ki je trenutno na zahodnem koncu severne ladje, izvira iz poznega srednjega veka in je bila v Lundski stolnici postavljena okoli leta 1425. Leta 1837 so jo razstavili. Restavrirali so jo na pobudo arhitekta Theodorja Wåhlina in danskega urarja Juliusa Bertrama Larsena ter jo ponovno odprli leta 1923. Zgornji del, ki je originalen, je ura, spodnji del, rekonstrukcija, pa koledar. Dvakrat na dan se dva viteza na vrhu spopadeta z mečema. Ura nato zaigra melodijo In dulci jubilo in po številčnici ure paradira procesija figur, ki predstavljajo tri kralje s svojimi služabniki. Podobne ure iz približno istega obdobja so znane iz več cerkva v mestih na območju južnega Baltskega morja. Še posebej ure v Doberan Minstru in cerkvi sv. Nikolaja v Stralsundu so si zelo podobne in možno je, da je urar Nikolaus Lilienfeld, ki je izdelal uro v Stralsundu, izdelal uro tudi v Lundu. Ura je bila popravljena med letoma 2009 in 2010.
Okrašena konvencionalna ura iz leta 1623 je vzidana na nasprotni strani ladje, v zahodni steni južne ladje.